# Natascia Leonardi Cortesi
Natascia Leonardi Cortesi (* 1. Mai 1971 in Faido, Kanton Tessin als Natascia Leonardi) ist eine ehemalige Schweizer Skilangläuferin und Skibergsteigerin.

## Werdegang
Im Nachwuchsbereich gewann Leonardi bei der Juniorenweltmeisterschaft 1990 in Les Saisies mit der Schweizer Staffel die Bronzemedaille. Ihr grösster Erfolg ist der Gewinn der Bronzemedaille bei den Olympischen Winterspielen 2002 als Schlussläuferin der Schweizer 4 × 5-km-Staffel. Vier Jahre zuvor war sie mit der Staffel Vierte geworden, nachdem sie kurz vor dem Ziel von der Italienerin Stefania Belmondo überholt worden war. Ihr bestes Einzelergebnis in einem olympischen Rennen ist der zehnte Platz über 30 Kilometer im Jahr 2002. Das beste Ergebnis bei Weltmeisterschaften ist der fünfte Platz mit der Staffel 1999.
In den Jahren 2003, 2005 und 2006 gewann Leonardi den Engadin Skimarathon, das bedeutendste Langlaufrennen der Schweiz. 2006 siegte sie beim Kangaroo Hoppet in Australien und 2011 bei der Transjurassienne in Frankreich. 2008 und 2009 gewann sie den Engadiner Frauenlauf. 2009, 2011 und 2012 siegte sie beim Gommerlauf.  Bei Schweizer Meisterschaften siegte sie fünfmal über 30 km (1991, 2001, 2003, 2006, 2010), viermal über 15 km (2000–2003) und jeweils zweimal in der Doppelverfolgung (2002, 2006) und über 10 km (2004, 2005).
Im Skibergsteigen gewann sie 2005 zusammen mit Gloriana Pellissier und Christiane Nex den Trofeo Mezzalama. 2006 belegte sie bei der Weltmeisterschaft im Vertical Race den ersten Platz.

## Erfolge

### Siege bei Worldloppet-Cup-Rennen
Anmerkung: Vor der Saison 2015/16 hiess der Worldloppet Cup noch Marathon Cup.
| Nr. | Datum            | Ort            | Rennen              | Disziplin                  |
| --- | ---------------- | -------------- | ------------------- | -------------------------- |
| 1.  | 9. März 2003     | Maloja–S-chanf | Engadin Skimarathon | 42 km Freistil Massenstart |
| 2.  | 13. März 2005    | Maloja–S-chanf | Engadin Skimarathon | 42 km Freistil Massenstart |
| 3.  | 12. März 2006    | Maloja–S-chanf | Engadin Skimarathon | 42 km Freistil Massenstart |
| 4.  | 13. Februar 2011 | Lamoura        | Transjurassienne    | 40 km Freistil Massenstart |

### Sonstige Siege bei Skimarathon-Rennen
- 2006 Kangaroo Hoppet, 42 km Freistil
- 2008 Engadiner Frauenlauf, 17 km Freistil
- 2009 Engadiner Frauenlauf, 17 km Freistil
- 2009 Gommerlauf, 30 km Freistil
- 2011 Gommerlauf, 30 km Freistil
- 2012 Gommerlauf, 30 km Freistil

### Siege bei Continental-Cup-Rennen
| Nr. | Datum             | Ort         | Disziplin      | Serie                     |
| --- | ----------------- | ----------- | -------------- | ------------------------- |
| 1.  | 16. Dezember 1995 | Les Saisies | 5 km Freistil  | Continental Cup           |
| 2.  | 19. August 2006   | Falls Creek | 5 km Freistil  | Australia/New Zealand Cup |
| 3.  | 20. August 2006   | Falls Creek | 5 km klassisch | Australia/New Zealand Cup |

### Medaillen bei nationalen Meisterschaften
- 1991: Gold über 30 km Freistil
- 1992: Bronze über 5 km klassisch
- 1998: Bronze in der Verfolgung
- 1999: Bronze über 5 km klassisch, Bronze in der Verfolgung, Bronze über 15 km klassisch, Bronze über 30 km Freistil
- 2000: Gold über 15 km Freistil, Silber über 30 km klassisch, Bronze in der Doppelverfolgung
- 2001: Gold über 15 km klassisch, Gold über 30 km Freistil, Bronze in der Doppelverfolgung
- 2002: Gold in der Doppelverfolgung, Gold über 15 km Freistil
- 2003: Gold über 15 km klassisch, Gold über 30 km Freistil
- 2004: Gold über 10 km Freistil, Silber über 30 km klassisch, Bronze in der Doppelverfolgung
- 2005: Gold über 10 km Freistil, Silber über 30 km klassisch
- 2006: Gold in der Doppelverfolgung, Gold über 30 km Freistil, Silber über 10 km klassisch
- 2007: Silber über 10 km Freistil
- 2008: Bronze über 10 km klassisch
- 2009: Bronze über 10 km Freistil
- 2010: Gold über 30 km Freistil, Bronze in der Doppelverfolgung
- 2012: Bronze über 10 km klassisch

### Weltcup-Gesamtplatzierungen
| Saison    | Gesamt | Gesamt | Distanz | Distanz |
| Saison    | Punkte | Platz  | Punkte  | Platz   |
| --------- | ------ | ------ | ------- | ------- |
| 1998/99   | 7      | 71.    | -       | -       |
| 1999/2000 | 27     | 56.    | -       | -       |
| 2000/01   | 17     | 77.    | -       | -       |
| 2001/02   | 14     | 75.    | -       | -       |
| 2002/03   | -      | -      | -       | -       |
| 2003/04   | 13     | 78.    | 13      | 63.     |
| 2004/05   | 36     | 57.    | 36      | 40.     |

## Teilnahmen an Weltmeisterschaften und Olympischen Winterspielen

### Olympische Spiele
- 1992 Albertville: 9. Platz Staffel, 25. Platz 15 km klassisch, 31. Platz 30 km Freistil
- 1998 Nagano: 4. Platz Staffel, 24. Platz 30 km Freistil
- 2002 Salt Lake City: 3. Platz Staffel, 10. Platz 30 km klassisch, 15. Platz 10 km klassisch, 15. Platz 15 km Freistil Massenstart
- 2006 Turin: 11. Platz Staffel, 16. Platz 30 km Freistil Massenstart, 24. Platz 15 km Verfolgung

### Nordische Skiweltmeisterschaften
- 1991 Val di Fiemme: 43. Platz 15 km klassisch, 49. Platz 5 km klassisch
- 1997 Trondheim: 8. Platz Staffel, 42. Platz 15 km Freistil, 59. Platz 5 km klassisch
- 1999 Ramsau: 5. Platz Staffel, 27. Platz 30 km klassisch, 28. Platz 15 km Freistil
- 2001 Lahti: 7. Platz Staffel, 20. Platz 15 km klassisch
- 2003 Val di Fiemme: 10. Platz Staffel, 23. Platz 30 km Freistil, 28. Platz 15 km klassisch Massenstart, 34. Platz 10 km klassisch
- 2005 Oberstdorf: 11. Platz Staffel, 16. Platz 10 km Freistil, 23. Platz 30 km klassisch Massenstart
- 2007 Sapporo: 54. Platz 10 km Freistil